# Swaziland i olympiska sommarspelen 2008
Swaziland deltog i de olympiska sommarspelen 2008 i Peking.

## Sporter

### Friidrott

#### Herrar
| Friidrottare | Gren(ar) | Heat     | Heat | Kvartsfinal | Kvartsfinal | Semifinal       | Semifinal       | Final           | Final           | Rank |
| Friidrottare | Gren(ar) | Resultat | Rank | Resultat    | Rank        | Resultat        | Rank            | Resultat        | Rank            | Rank |
| ------------ | -------- | -------- | ---- | ----------- | ----------- | --------------- | --------------- | --------------- | --------------- | ---- |
| Isaiah Msibi | 1500 m   | 3:51.35  |      |             |             | Avancerade inte | Avancerade inte | Avancerade inte | Avancerade inte | 47   |

#### Damer
| Friidrottare        | Gren(ar) | Heat     | Heat | Kvartsfinal | Kvartsfinal | Semifinal | Semifinal | Final    | Final |
| Friidrottare        | Gren(ar) | Resultat | Rank | Resultat    | Rank        | Resultat  | Rank      | Resultat | Rank  |
| ------------------- | -------- | -------- | ---- | ----------- | ----------- | --------- | --------- | -------- | ----- |
| Temalangeni Dlamini | 400 m    | 59.91    | 48   |             |             |           |           |          |       |

### Simning
| Simmare        | Gren(ar)               | Heat  | Heat | Semifinal       | Semifinal       | Final           | Final           |
| Simmare        | Gren(ar)               | Tid   | Rank | Tid             | Rank            | Tid             | Rank            |
| -------------- | ---------------------- | ----- | ---- | --------------- | --------------- | --------------- | --------------- |
| Luke Hall      | Men's 50 m freestyle   | 24.41 | 60   | Avancerade inte | Avancerade inte | Avancerade inte | Avancerade inte |
| Senele Dlamini | Women's 50 m freestyle | 28.70 | 61   | Avancerade inte | Avancerade inte | Avancerade inte | Avancerade inte |